# Оквил (Калифорнија)
Оквил (енгл. Oakville) насељено је место без административног статуса у америчкој савезној држави Калифорнија.

## Демографија
По попису из 2010. године број становника је 71.
| Група             | 2000.    | 2010.      |
| Белци             | 0 (0,0%) | 22 (31,0%) |
| Афроамериканци    | 0 (0,0%) | 0 (0,0%)   |
| Азијати           | 0 (0,0%) | 1 (1,4%)   |
| Хиспаноамериканци | 0 (0,0%) | 45 (63,4%) |
| Укупно            | 0        | 71         |